# Allgemeine Deutsche Gebührenordnung für Ärzte
Die Allgemeine Deutsche Gebührenordnung für Ärzte (Kurzform: Adgo) war von 1924 bis 1982 eine privatrechtliche Gebührenordnung, auf die sich Ärzte und Patienten vertraglich einigen konnten. Sie wurde 1924 vom „Verband der Ärzte Deutschlands (Hartmannbund)“ herausgegeben und sollte „an Stelle der staatlichen Gebührenordnungen den Ärzten für alle Honorarforderungen als Grundlage dienen“.

## Geschichte
Staatliche Gebührenordnung war im Jahr 1928 die Preußische Gebührenordnung für approbierte Ärzte und Zahnärzte (kurz Preugo) vom 15. Mai 1896, die in einer neuen Fassung von 1924 für das gesamte Deutsche Reich gültig war. Sie trug nach Auffassung des Hartmannbundes „weder in wissenschaftlicher Beziehung noch in materieller Hinsicht den Bedürfnissen der Ärzte hinreichend Rechnung“. In der Adgo wurden dementsprechend höhere Gebührensätze vorgeschlagen, als es die Preugo vorsah.
Beide Gebührenordnungen bestanden nebeneinander bis in die Zeit der Bundesrepublik Deutschland. Die Preugo wurde 1965 von der neuen, nun gesetzlichen Gebührenordnung für Ärzte (GOÄ) abgelöst, die auf der E-Adgo, einer Fortentwicklung der Adgo für die Ersatzkassen aufbaute. Adgo und E-Adgo selbst bestanden aber noch einige Zeit weiter, so dass im Jahr 1971 vier verschiedene Gebührenordnungen für Ärzte galten: Adgo, E-Adgo, GOÄ und BMÄ („Bemessungsmaßstab-Ärzte“ in der kassenärztlichen Versorgung). Die letzte Überarbeitung der E-Adgo fand 1978 statt. Erst am 1. Januar 1983 mit Inkrafttreten der zweiten GOÄ, die keine anderen Honorare und Gebührenordnungen für Ärzte mehr zuließ, verlor die Adgo ihre Gültigkeit.

## Aufbau
Die Adgo hatte fünf Teile A bis E:
- Teil A „Allgemeine Bestimmungen“ enthielt in zwölf Paragraphen grundsätzliche Regelegungen über Gültigkeit, Hausbesuche, Nachtarbeit, Wegegebühr und Aufwandsentschädigungen.
- Teil B „Gebühren für allgemeine Verrichtungen“ enthielt die Honorare für Beratung, Besuche, Briefe, Berichte und die Leichenschau.
- Teil C „Gebühren für besondere Untersuchungen“ enthielt die Honorare für körperliche Untersuchungen, Blutuntersuchungen, Mikroskopie, Endoskopie, Punktionen, Spülungen und EKG.
- Teil D „Gebühren für Sonderleistungen“ enthielt Honorare für chirurgische, neurologisch-psychiatrische, geburtshilfliche, gynäkologische, augenärztliche, HNO-ärztliche und urologische Behandlungen.
- Teil E „Gebühren für Sachleistungen“ galt physikalischen Behandlungen, Bädern, Bestrahlungen und Röntgenuntersuchungen.

Insgesamt waren es anfangs 634 Gebührenpositionen. Nach der Überarbeitung von 1963 hatte die E-Adgo rund 1.050 Positionen. Anders als die Preugo enthielt die Adgo keine zahnärztlichen Gebühren.